# Octavio Betancourt Arango
Octavio Betancourt Arango (Abejorral, Antioquia, 4 de enero de 1928-Medellín, Antioquia, 18 de junio de 2017) fue un eclesiástico colombiano de la Iglesia católica. Fue obispo auxiliar de la Arquidiócesis de Medellín, y obispo de la diócesis de Garzón.

## Biografía
Nació en el 4 de enero de 1928 en el municipio de Abejorral, Antioquia, sus padres fueron Vicente Betancourt y María Arango. Cursó los estudios primarios en Abejorral y los de bachillerato en la Universidad Pontificia Bolivariana hasta obtener el título de bachiller en 1945. En 1946 entró al Seminario Mayor de Medellín y después de cursar los estudios reglamentarios fue ordenado sacerdote por monseñor Joaquín García Benítez el 1 de noviembre de 1951.
Fue vicario cooperador en Caldas y Titiribí. en agosto de 1953 viajó a Roma a estudiar y obtuvo el grado de Derecho Canónico en la Pontificia Universidad Lateranense. Regresó a Colombia a fines de 1956. Fue vicecanciller, profesor del Seminario, capellán de las Siervas del Santísimo y Canciller.
En noviembre de 1962 fue nombrado secretario del Episcopado colombiano en Bogotá de donde regreso en julio de 1966. Fue entonces designado padre espiritual del seminario y más tarde por cortos periodos fue párroco de El Espíritu Santo y de la Catedral. En mayo de 1968 fue nombrado canciller y en septiembre de 1969 vicario general.
El 23 de noviembre de 1970, el papa Pablo VI lo nombró obispo titular de Dacia y auxiliar de Medellín. Recibió la consagración episcopal el 2 de febrero de 1971 de manos de monseñor Tulio Botero Salazar en la Catedral Metropolitana de Medellín.
El 10 de noviembre de 1975 fue nombrado	Obispo de la diócesis de Garzón, donde permaneció hasta abril de 1977 cuando le fue aceptada la renuncia que presentó por motivos de salud. Desde julio de 1977 viene vinculado al Tribunal Eclesiástico Regional de Medellín